# Friedrich August Rosen

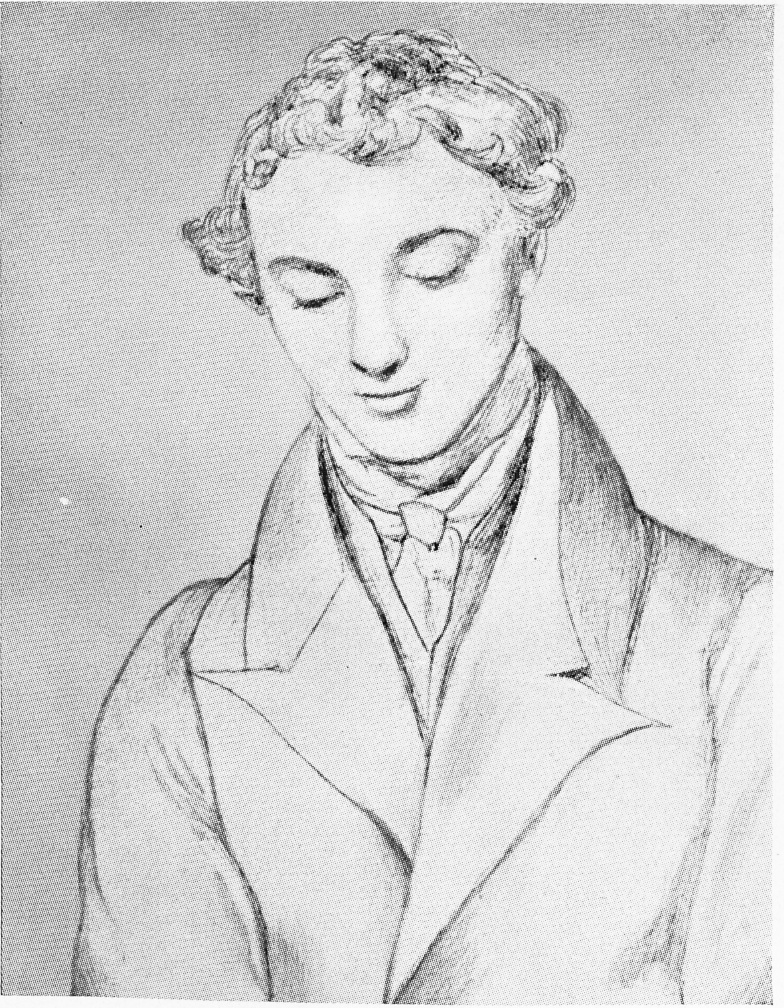
Friedrich August Rosen

Friedrich August Rosen (* 2. September 1805 in Hannover; † 12. September 1837 in London) war ein deutscher Orientalist und Sanskritist.

## Leben
Rosen studierte von 1822 bis 1824 Jura und Theologie in Leipzig. Im Jahre 1824 wechselte er zum Sanskrit-Studium an die Universität Berlin. Von 1828 bis 1831 war er Professor für orientalische Sprachen am University College in London. 1831 kündigte er. Für mehrere Jahre verdiente er seinen Lebensunterhalt durch Hausunterricht und Schreibtischarbeiten. 1832 lehnte er einen Ruf nach Oxford ab, da er nicht bereit war, die anglikanischen Grundsätze der Traditionsuniversität zu akzeptieren. Ab 1834 stand er wieder in Diensten der Universität London. Diesmal wurde ihm die Professur für sein eigentliches Fachgebiet, für das Sanskrit, zugesprochen. 1832 wurde er zum korrespondierenden Mitglied der Russischen Akademie der Wissenschaften in Sankt Petersburg und 1834 der Preußischen Akademie der Wissenschaften gewählt.
Rosen war der Sohn von Friedrich Ernst Ballhorn-Rosen, Halbbruder des Iranisten Georg Rosen und ein Onkel des Orientalisten und späteren deutschen Außenministers Friedrich Rosen.

## Wirken
Rosen erforschte als Orientalist die Sprachen des Nahen Ostens und Indiens. Dabei lag sein Schwerpunkt auf der altindischen Sprache Sanskrit. In seinen letzten Lebensjahren hatte er wichtige europäische Werke über Sanskrit mit Hinweisen unterstützt. Eine mittelalterliche Abhandlung über Mathematik wurde von ihm aus dem Arabischen ins Englische übersetzt. Zuletzt arbeitete er an der Übersetzung der Rigveda, der ältesten Textsammlung des Hinduismus, vom Sanskrit ins Lateinische. Rosen stand in regem Briefwechsel mit deutschen Gelehrten, wie Alexander von Humboldt und Wilhelm Friedrich Hegel sowie den drei bedeutendsten deutschen Sanskrit-Forschern Franz Bopp, August Wilhelm Schlegel und Wilhelm von Humboldt. Schlegel und Humboldt entdeckten durchaus Fehler in Rosens Arbeiten, aber seine Hochbegabung stand für sie außer Frage.

## Schriften
- als Herausgeber: Radices sanscritae. Dümmler, Berlin 1827, (Digitalisat).
- als Herausgeber: Rig-Vedæ Specimen. Taylor, London 1830.
- als Herausgeber: The Algebra of Mohammed ben Musa. Oriental Translation Fund of Great Britain and Ireland, London 1831, (Digitalisat).
- als Herausgeber: Rigveda-Sanhita, liber primus, sanscritè et latinè. Oriental Translation Fund of Great Britain and Ireland, London 1838, (Digitalisat).